# Arsy

Arsy este o comună în departamentul Oise, Franța. În 1 ianuarie 2022 avea o populație de 817 de locuitori.